# 古川古松軒
古川 古松軒（ふるかわ こしょうけん）は江戸時代後期の旅行家、地理学者。

## 概要
岡田藩に生まれ、中年期より日本各地を旅し、『西遊雑記』『東遊雑記』等の紀行を著し、また絵図を作製した。晩年、江戸幕府に命じられて江戸近郊の地誌『四神地名録』を編纂した。
その紀行文は、『奥の細道』など故人の足跡を辿り、名所を歌に詠むような従来の文学志向的な旅行から一線を画し、旅先で自ら実見、体感したままを記述、学問的に考察しようとする点に特色がある。「上方・中国筋」を基準としてその土地の不便性、後進性の程度を批評している点、林子平『三国通覧図説』など他書の記述を多く批判している点、時に経済、軍事学的考察を加えている点なども特徴といえる。
文学史的には、ヘルベルト・プルチョウは貝原益軒と共に日本における近代文学の先駆者と評する。また、ヘルベルト・プルチョウは古川古松軒には徹底的な経験主義や現実主義があり、ほとんど神秘的世界を完全に拒否していたとし、西洋にもこのような態度の人は見つけにくいとしている。

## 生涯

### 壮年期まで
享保11年（1726年）8月、備中国下道郡新本村（岡山県総社市新本）に生まれた。幼くして母を亡くし、祖母の下で育てられた。
若い頃は悪友に導かれ、邪路に迷った。20歳の頃は京都に在り、後に帰国して下道郡岡田村（倉敷市真備町岡田）で仲屋として薬を商ったが、博奕に耽り、大坂の薬種問屋から代金未納で訴えられるなど、かなり荒れた生活を送っていた。
宝暦7年（1757年）長崎で測量術を学んだともいわれるが、疑わしい。宝暦13年（1763年）上方に旅し、『山野地里津河』を著した。宝暦14年（1764年）1月、父護次が死去し、四国八十八箇所巡礼の旅に出て、『四国之道記』を著した。
明和6年（1769年）6月16日改心し、博奕を止めて生活を正す決意をした。

### 西遊
天明3年（1783年）3月末から9月にかけて、山陽、九州を巡り、『西遊雑記』を著した。岡田村を3月末に出立、備中、備後、安芸、長門を通って九州に渡り、豊前、日向、大隅、薩摩に入って鹿児島に到着、肥後、豊後、肥前を経て長崎に至り、帰路についた。

### 東遊
天明7年（1787年）、東北地方を目指して旅立ったが、米価騰貴のため江戸の実子・松田魏丹宅に滞在し、時期を見計らっていた。翌年春、何らかの理由で水戸藩長久保赤水の知遇を得、急拵えで絵図を作り見せたところ、赤水も古松軒の実力を認め、以降親しく交流した。
赤水から水戸藩または柴野栗山を通じて幕府巡見使の随員に採用され、巡見使藤波要人、川口久助、三枝十兵衛に従い奥羽地方及び松前を巡り、『東遊雑記』を著した。5月6日江戸を出発、奥州街道を北上して陸奥国に入り、出羽国を通って7月20日松前に到着、8月中旬まで滞在した後、陸奥国太平洋側を巡り、水戸街道経由で10月18日江戸に帰着した。

### 幕府による登庸
寛政元年（1789年）、実子（長男）である松田魏丹（護孝）の江戸宅に滞在していたところ、幕府御側御用取次の小笠原信喜を通して、小笠原の侍医であった松田魏楽の養子魏丹の実父が古川古松軒であることを聞きつけた幕府の重鎮の松平定信の要請があり、1月22日に古松軒は定信の屋敷に召された。古松軒は奥州松前の紀行を献上し、またコンパスによる測量法を説明した。
寛政3年（1791年）、老いを感じて自ら棺桶を作り、「浅間しな名利の重荷捨兼ねてつゑつくまでに老にけるかな」「花に月に紅葉や雪と事しげき世をはなれては閑となりけり」と記した。
こののち京都に遊んでいた所、寛政5年（1793年）3月、関東郡代・久世広民より倉敷代官所を通じて江戸への招集命令が下った。一度は老齢を理由に断ったが、7月に再び命を受け、やむ無く8月に出発、9月21日江戸箕輪町の実子松田魏丹宅に到着した。
江戸では取次坂東新八、公用人白井官次等を通じて『東遊雑記』『西遊雑記』や各種絵図を献上した。寛政6年（1794年）2月5日、老中戸田氏教より武蔵国地誌編纂を命じられ、普請役柏原由右衛門、小人目附室田留三郎と江戸郊外を廻り、『武蔵五郡図』『四神地名録』を著した。12月25日、帰国を許された。

#### 岡田藩
帰国後の寛政7年（1795年）6月15日、岡田藩より苗字帯刀を許され、士格2人扶持となった。秋、岡田村（岡田村大字岡田字中野378番、381番、現倉敷市真備町岡田）に隠棲し、傍らにあった松に因み、古松軒と号した。
有井村（薗村大字有井字ウネ509番、507番ノ1、現倉敷市真備町有井）に竹亭を結んだ。亭前の小川には普段板橋を渡さず、俗世との交わりを断った。
文化4年（1807年）11月10日病没した。墓所は新本村宅源寺。
明治43年（1910年）11月16日、正五位を追贈された。大正4年（1915年）4月、子孫橋本二亀一により墓傍らに「正五位古川平次兵衛橘正辰」が建てられた。昭和40年（1965年）1月20日、墓が「古川古松軒の墓」として総社市指定史跡。

## 主な著作
『山野地里津河』
宝暦13年（1763年）成立。
『西遊雑記』
天明3年（1783年）3月末から9月までの山陽、九州紀行。
『近世社会経済叢書』第9巻、『帝国文庫』第22篇 NDLJP:1181378/140、『日本庶民生活史料集成』第2巻、『日本紀行文集成』第1巻収録
『名所廻り』『名所の家苞』
天明6年（1786年）春成立。三宅徳義女つねのため著した絵本。
『日本回国古松軒筑紫之土産』
天明6年（1786年）成立。三宅おりゑ女のため著した絵本。
『東行雑記』
天明7年（1787年）3月下旬、岡田村から江戸までの紀行。
『岡山県立博物館研究報告』第7号収録
『東遊雑記』
天明8年（1788年）5月6日より10月18日までの奥羽紀行。
近藤重蔵は『東遊雑記』を携えて蝦夷地を旅し、「沿途の勝概、松前風物、比校致し候処、豪差これ無く、老人一過眼の地、煙霞の妙察、全く山水の奇骨を得られ候事と、感心ただならず候」」と書簡を送っている。
一方、松浦武四郎は、書中で度々林子平『三国通覧図説』を批判している点について、巡見使という公的身分での表面的な観察のみで訳知り顔に後世の人心を惑わすものだとして、『蝦夷日誌』において感情を露わに批判している。
古松軒が久保田城下について亀田藩と比較しても草葺が多いと後進性を指摘していることについて、菅江真澄は『久保田落穂』において「何か心にかなはぬ事ありしや。さりけれど、ふみは千歳に残るもの也。心にかなはぬとて、いかりのまにまに筆にしたがふものかは。」と批判する。現在でも、降雪量の関係から旧亀田藩の地区は、瓦屋根が多い。
経済学者黒正巌は、『西遊雑記』に比べ筆の延びが劣ることを認めながらも、鋭い観察力のため、比較的正確に概略を知れる書だと評する。
『近世社会経済叢書』第12巻、『帝国文庫』第22篇 NDLJP:1181378/198、『日本庶民生活史料集成』第3巻、『日本紀行文集成』第1巻、『平凡社東洋文庫』第27巻収録（大藤時彦解説）
『古川反古』
天明8年（1788年）春成立。岡田村近在16ヶ村の地誌。
『吉備群書集成』第1輯収録
『吉備之志多道』
岡山県立図書館蔵賀陽郡之部草稿、『吉備群書集成』第1輯収録
『蝦夷松前諸説（蝦夷紀聞）』
天明8年（1788年）成立。
『帰郷しなの噺（信濃紀行）』
寛政2年（1790年）帰国する際、江戸本郷森川宿から中仙道を通って近江国三上山までの紀行。
『岡山県立博物館研究報告』第8号収録
『紀行都の塵』
寛政5年（1793年）春、備中から上方に旅した時の紀行。
『岡山県立博物館研究報告』第5号収録
『四神地名録』
寛政6年（1794年）、幕命により編纂したもの。江戸近郊豊島郡、多摩郡、荏原郡、葛飾郡、足立郡の地誌。
早稲田大学図書館蔵草稿、『近世社会経済叢書』第9巻、『江戸地誌叢書』第4巻収録
『秘用姓氏録』
寛政7年（1795年）8月成立。岡田村近在16ヶ村の姓氏録。
翻刻本
『八丈島筆記』
寛政9年（1797年）5月、備前国児島郡海面付洲新開見分のため天城村を来訪した三河口太忠から、八丈島始め伊豆諸島を巡見した話を書き留めたもの。
早稲田大学図書館蔵曲亭馬琴写本、『吉備文庫』第4輯収録 NDLJP:2537415
『奥羽名勝志』
寛政9年（1797年）春成立。昔旅した奥羽の名所を絵と詞で表したもの。
『御六戦記』
文化4年（1807年）成立。姉川の戦い、三方ヶ原の戦い、長篠の戦い、小牧・長久手の戦い、関ヶ原の戦い、大坂の陣を扱った巻物。
国会図書館蔵手稿本
『地勢論』『軍勢人数論』
文化4年（1807年）8月成立。今日にいう軍事地理学を論じた兵法書。本来『竹亭關ヶ原志』序文または補遺だったという説がある。
『四国道之記』
四国八十八箇所巡礼記。
『岡山県立博物館研究報告』第10号収録
『古松軒歌集』
郷土史家渡辺知水によって纏められた。
その他絵図類が数多く残されている。また、『岡山県立博物館研究報告』第1号、第3号には日記や雑記類が翻刻されている。

## 古川家

### 先祖
古川家の本家橋本氏は、敏達天皇皇子難波皇子24世孫橘氏成末子橘刑部大輔正護が紀伊国橋本郷に土着し、橋本姓を名乗ったことに始まるとされる。なお、氏成の長子が楠氏始祖楠成綱という。
2代目橋本成興は承久年間に所領を失ったが、4代目橋本正周が正応年間に橋本郷を回復した。南北朝時代は南朝に付き、一族は多くの戦死者を出した。
天正3年（1575年）、36代橋本正盈は備中国荒平城主となったが、天正14年（1586年）7月筑前国岩屋城の戦いで子護鎮と共に討死し、今一人の子橋本綱次郎、後の護定が家臣河上庄内に助けられて備中国田上庄に落ち延び、田上安斎の庇護を受けた。
37代橋本護定は安斎の娘を娶り、七郎左衛門護氏を生んだ。38代橋本護氏は備中松山藩家老西島信恒の子信清を養子に迎えて家を継がせ、護氏の実子護家は分家し、創めて古川氏を称した[7]。この古川護家の子護次が古松軒の父に当たる。
なお、本家橋本家は代々新本村庄屋を務めた。

### 家族
- 父：古川護次
- 母：勝子（宝永元年（1704年） - 享保18年（1733年）2月8日） - 父は辻田村池田吉左衛門興則[22]、母は佐々井氏お勝[22]。和歌、書道を善くした[22]。
  - 兄弟：清兵衛護周 - 大坂に移った[22]
- 妻：浅野氏（享保10年（1725年） - 文化4年（1807年）11月10日）[22]
  - 正孝 - 古川家を継ぐ[22]。
  - 男子：護孝 - 幼名は儀太郎。江戸で松田家を継ぎ、魏伯と号す[22]。
  - 辰則 - 幼名は豊作。大久保志摩守に仕え、永井太仲を名乗った後、酒井大和守に仕えて橋本周助と名乗る[22]。
  - 女子：成羽村石川武左衛門永久に嫁ぐ[22]。
  - 女子（夭折）[22]

### 子孫
古川家は正孝、保悟三、友次郎、原泉と続き、その二子亀市、二亀市は共に函館市に移住した。亀市は国鉄職員、その一子辰は小学校の教員、女子だったため木戸浦正雄を婿養子に迎え、4人の男子を儲ける。その長男正尚も小学校の校長である。正尚は2児を儲け、理佳は岐阜県に、正樹は愛知県に在住である。二亀市は函館西川町で骨董商を営み、その子真悦も家業を継いだが、心臓病療養のため昭和37年頃松陰町に移住し、死去した。真悦は子女6人を数える。
一方、石川家に嫁いだ女子の孫石川数馬は本家橋本護新の養子となり、橋本護永と名乗った。その子橋本修吾は明治時代渡米し、サンフランシスコガーフ街 (Gough street) で病院を経営したが、『古川古松軒』を出版するなど古松軒の顕彰運動に大きな役割を果たした。